# Nemesi fészek (regény)
A Nemesi fészek (oroszul: Дворянское гнездо) Ivan Szergejevics Turgenyev orosz író 1859-ben megjelent második, nagy sikerű regénye. A cselekmény gerince 1842-ben játszódik.

## Tartalma

### Személyek
- Lavreckij, Fjodor Ivanovics – 35 éves nemes, nős, földbirtokos.
- Varvara Pavlovna (született Korobjina) – a felesége, egy tábornok lánya.
- Marija Dmitrijevna Kalityina – 50 éves földbirtokos asszony, egy ügyész özvegye.
- Marfa Tyimofejevna – kb. 70 éves, az előző apjának testvére, Liza nagynénje.
- Liza és a kis Lena – Marija Dmitrijevna lányai.
- Pansin, Vlagyimir Nyikolajevics – szentpétervári hivatalnok, megbízatással tartózkodik a városban.
- Lemm, Hrisztofor Fjodorovics – Liza idős német zenetanára.
- Mihalevics – Lavreckij egyetlen fiatalkori barátja.

### Cselekménye
|  | Alább a cselekmény részletei következnek! |

Fjodor Lavreckij a külföldön eltöltött évek után hazaérkezik és egyik első útja O… városban lakó rokonaihoz vezet. A két nemeshölgy örömmel fogadja, hiszen gyermekként sokáig náluk nevelkedett. A ház úrnője Marija Dmitrijevna Kalityina, egy vagyonos ügyész 50 éves özvegye; vele lakik apjának testvére, a 70 éves Marfa Tyimofejevna is. Állandó vendégük Pansin szentpétervári hivatalnok, aki megbízatást teljesít a városban. Marija Dmitrijevna mindig szívesen látja, hiszen 19 éves lánya, Liza miatt jár hozzájuk, és komolyak a szándékai. A komoly és alázatos Liza – anyja kedvéért – elfogadja a férfi közeledését. Idős zenetanára, Lemm nem sokra becsüli Pansint, hiszen maga sem közömbös a lány iránt.
Lavreckij élete nem úgy alakult, ahogy korábban képzelte. Apja halála után Moszkvában beiratkozott az egyetemre. Ott megismerkedett Varvara Pavlovnával, egy tábornok lányával, és 26 évesen megtalálni vélte élete értelmét. A házasság miatt abbahagyta az egyetemet, elkezdődött a boldog élet: előbb vidéki birtokán, később Szentpéterváron éltek, majd orvosi tanácsra külföldre utaztak és Párizsban telepedtek le. Varvara Pavlovna gyorsan megtalálta helyét és ragyogott a társaságban. Azután Lavreckij rádöbbent, hogy imádott felesége megcsalja. A megrázkódtatás után évjáratot biztosított feleségének, majd elutazott Olaszországba. Az újságok pletykarovatából tudta meg, hogy lányuk született. Minden iránt közömbössé vált, de évek múltán mégis vonzani kezdte az otthoni város.
Lavreckij rendbehozza elhanyagolt falusi kúriáját és a kertet. A vidéki élet csendje veszi körül, de nem unatkozik: gazdálkodik, lovagol, olvas, látogatja rokonait. Látogatásai során Liza és Lavreckij egyre közelebb kerül egymáshoz. Egy alkalommal Liza a feleségével való szakításról kérdezi a férfit: – Hogyan lehet elszakítani azt, amit Isten egyesített? Meg kell bocsátania… Lizát gyerekkorában a dada alázatra és kötelességtudásra nevelte, amikor a szentek és szerzetesek életéről mesélt.
Lavreckijt váratlanul régi egyetemi barátja, Mihalevics keresi fel. Az idealista poéta hívő ember lett, és most heveskedve szemrehányásokkal illeti barátját: előbb szkeptikusnak, majd elmaradt voltaire-iánusnak nevezi; egoistának, aki csak a saját boldogságáért akart élni, de ez homokvárnak bizonyult; végül pipogyá-nak nevezi, mert nem dolgozik. Szeretné felrázni Lavreckijt abból a zsibbadtságából, ami "az orosz ember pusztulása. Egész életében szedelőzködik, hogy majd dolgozni fog, ez az utálatos pipogya fráter."
Később a társaságban egy kérdésére, hogy mit akar csinálni itt Oroszországban: – Szántani a földet, – felelte Lavreckij –, s igyekszem majd minél jobban felszántani… A hagyományos erkölcsű nemesi udvarházban a nős férfi és a Pansinnal már csaknem jegyben járó Liza között szerelem szövődik. Erről Lavreckij barátja, a zenetanár Lemm is tud, hiszen maga is reménykedett, de most csalódottan a zenébe menekül.
Lavreckij egy francia újságban felesége halálhírét pillantja meg. A hír szabad utat enged az érzelmeknek. A férfi a kerti padon megvallja szerelmét Lizának és boldog, mert viszontszeretik. Liza is tisztába jön érzelmeivel, most már teljes nyugalommal utasítja el Pansin házassági ajánlatát, bár ezzel kétségbeejti anyját.
Boldogságuk rövid ideig tart: a hír téves volt, másnap reggel Lavreckij felesége váratlanul megjelenik. Az öreg nagynéni, aki pedig támogatná kapcsolatukat, elvárja Lavreckijtől, hogy „becsületes ember” -ként járjon el. Liza megerősíteni látja, amit eddig is hitt: a boldogság nem az emberektől függ, hanem Istentől. A mélyen vallásos lány a kolostort választja. Lavreckij teljesíti „kötelességét”, majd elutazik. Pansin a maga módján gyorsan vigasztalódik.
Epilógus: Amikor Lavreckij nyolc évvel később újra felkereste a házat, vidámság és játék közepette „az őt már felváltó fiatal nemzedék” fogadta. A nyolc év alatt fordulat következett be életében: most már "valóban megszűnt a maga boldogságára, a maga önző céljaira gondolni. … Lavreckijnak megvolt a joga arra, hogy elégedett ember legyen: igazán jó gazda lett belőle, igazán megtanult földet szántani, s nem csak magáért fáradozott; amennyire tőle telt, a maga parasztjai helyzetét is biztosította és megerősítette." A kerti padon, ahol egykor Lizával együtt ültek, "végignézett az életén. Bánat ülte meg a szívét, de nem volt súlya s mély szomorúsága: sajnálnia volt mit, de szégyellnie nem."
|  | Itt a vége a cselekmény részletezésének! |

## Fogadtatása
Az író regényei közül hazájában a Nemesi fészeknek volt a legnagyobb sikere. Ez talán a mű líraiságának, elégikus befejezésének is köszönhető. A szigorú kortárs kritikus, Dobroljubov is kedvezően írt róla; a szlavofilek képviselői a tiszta költőiségét üdvözölték, főhőseiben az orosz jellem megtestesítőit látták. A politikai utalások hiánya miatt a könyv nem keltett különösebb vitákat (ellentétben a harmadik Turgenyev-regénnyel). Külföldön is csakhamar kiadták, különösen angol nyelvterületen aratott sikert, a németeknél kevésbé. Ez volt az első magyarra fordított és nálunk kiadott Turgenyev-regény (1862, fordította: G), Gyulai Pál szép elismerő kritikát írt róla ugyanabban az évben.

## Értelmezések, bírálatok

### Kivonat Gyulai Pál kritikájából
Gyulai Pál ismertetése és kritikája a Szépirodalmi Figyelő 1862. II. évf. második félév, 20. számában jelent meg. A cikkben vázlatosan ismertette a cselekményt, majd következett az értékelés (többnyire, de nem teljesen szó szerint, és az orosz neveket a ma használatosra cserélve):
Az író koncepciója nem valami nagyszerű ugyan, kompozíciója sem tartozik a legkitűnőbbek közé, de elbeszélése nagyon sikerült, valamint jellemrajza is. Turgenyev könnyed, élénk, kellemes elbeszélő, de sohasem édeskés vagy üres…
Nemcsak a fő személyek, hanem a mellékesek is jól vannak rajzolva. A fiatal bürokrata és világfi Pansin, a hiú, gyönge és jószívű vidéki Marija Dmitrijevna; a nyers, becsületes régi típusú orosz nő, Marfa Tyimofejevna; az élhetetlen idealista Mihalevics; a meghasonlott kedélyű, de jámbor német zongoratanár és zeneszerző, Lemm, – mindannyian az életből vett alakok, akiken, úgyszólván, érződik az orosz levegő. 
A fő személyek egyike, Liza van a legkevesebb biztonsággal megrajzolva. A szerző regénye vége felé, ahol sebesen kellene haladnia a cselekménynek, egész szakaszt szentel Liza gyermekkorának, hogy vallásosságát, zárdába vonulását mintegy előre indokolja. Elmaradhatott volna az egész, vagy Liza jellemének indoklását előbb kellett volna feltüntetni.

### Eugène-Melchior de Vogüé
Eugène-Melchior de Vogüé francia irodalomtörténész az orosz irodalomról írt könyvében a Turgenyev-regény esetében is elsősorban az esztétikai értékekre figyel. 
- A könyvben nyoma sincs az érzelgősségnek, diszkrét, szemérmes hang és visszatartott meghatottság uralkodik.
- A regény nem hibátlan, az expozíció kevéssé élénk… A szerző sokáig időzik a személyek előtörténeténél. Egészben véve a mese kissé öregecskének látszik… (már a 19. században is).
- Turgenyev nagy gyöngédséggel rajzolja meg két hősét. Az áldozatot mind a ketten meghozzák: a fiatal lány teljes elszántsággal, a férfi kínos küzdelem árán. Lavreckijban semmi sincs a regényhősből, ő csak egy érett korú, nyugodt, jó és szerencsétlen ember. Liza „egyszerű, becsületes lélek, megnyerő külsővel és felvértezve azzal a vasakarattal, amelyet Turgenyev megtagad a férfiaktól, ellenben közös vonásul felruházza vele valamennyi hősnőjét.” A boldog életből csak egy szerelmi ígéretet ismer meg, de nem keres kárpótlást vagy megtorlást, eltemetkezik egy zárdában.
- A befejezés, amikor Lavreckij visszatér: „mint az orosz irodalom egyik remekműve fog fennmaradni… Talán soha se tették egy különös példa által annyira érthetővé a szomorú különbséget a természet tartóssága és az ember mulandósága közt…”

### Török Endre
Török Endre átfogó, de rövid könyvében ennek a regénynek is kevés hely jut. Több között így ír: 
„A Nemesi fészek idillként indul és tragédiával végződik… Akaratlanságától és a felelősség érzésétől megbénítva Lavreckij nem tud kitörni a szabadságba, amely a szerelem révén szinte felkínálja magát… Enged végzetének Liza is, ez a költői ábrándkép, valószínűtlenül légies jelenség az elnehezült orosz valóságban; kolostorba vonul, hogy emlékeinek éljen és vezekeljen "bűnös vonzalmáért." A romlás finom mérgei szétmarják már a patriarchális viszonyokat is: az udvarházakon, mint valami gyötrő és titokzatos árnyék átsuhan a romlás előérzete…”

### Zöldhelyi Zsuzsa
A cselekmény lassú, hömpölygő, hosszan ismerteti Lavreckij előtörténetét, a család három nemzedékét, és ezáltal széles társadalmi hátteret rajzol. Szerkezetében hasonlít az író első regényéhez (Rugyin), de hangvételében különbözik attól. Ez Turgenyev leglíraibb regénye, Lavreckij alakja „közelebb áll a szerzőhöz, érzelemvilága jobban előtérbe kerül, mint Rugyiné – hangulathullámzásait, lelkiállapotait Turgenyev szívesen jelzi párhuzamokkal”.

## Későbbi feldolgozások
- 1915-ben bemutatott azonos című orosz némafilm, rendezte Vlagyimir Gargyin[2]
- 1969-ben bemutatott azonos című orosz, szovjet film, rendezte Andrej Koncsalovszkij.[3]

## Magyarul
- Turgeneff: A nemes fészek; ford. G.; Lauffer-Stolp, Pest, 1862
- Őstalaj / A nemesi fészek; ford. Szabó Endre; Révai, Bp., 1906
- A nemes urak fészke; Érdekes Újság, Bp., 1919 (Legjobb könyvek)
- Rugyin / A küszöbön / Nemesi fészek. Elbeszélések; ford. Áprily Lajos, utószó Heller Ágnes, ill. Zádor István; Új Magyar Kiadó, Bp., 1955 (Orosz remekírók)